# István Rózsavölgyi
István Rózsavölgyi (Budapest, 30 marzo 1929 – Budapest, 27 gennaio 2012) è stato un mezzofondista ungherese.

## Biografia
Ai Giochi olimpici di Roma 1960 arrivò terzo nella gara dei 1500 m piani, disciplina nella quale era specializzato.
Detenne altresì, tra il 1956 e l'anno successivo, anche il record mondiale.

## Record mondiali

### Seniores
- 1500 metri piani: 3'40"6 ( Tata, 3 agosto 1956)

## Palmarès
| Anno | Manifestazione  | Sede | Evento       | Risultato | Prestazione | Note |
| ---- | --------------- | ---- | ------------ | --------- | ----------- | ---- |
| 1960 | Giochi olimpici | Roma | 1500 m piani | Bronzo    | 3'39"2      |      |